# Cecilia di Rodez
Cecilia di Rodez, in francese: Cécile de Rodez (1272 – 1313), fu contessa consorte d'Armagnac e di Fezensac, dal 1294 e Contessa di Rodez, dal 1304 alla sua morte.

## Origine
Secondo il testamento della madre, datato 1291, Cecilia era la figlia femmina secondogenita del Conte di Rodez e visconte di Carlat, Enrico II e della seconda moglie, Mascarose, figlia del Conte di Comminges, Bernardo VI de di Teresa di cui non si conoscono gli ascendenti. Anche un manoscritto del convento di Rodez, ci conferma gli ascendenti di Cecilia.
Enrico II di Rodez era il figlio del Conte di Rodez, Ugo IV e di Isabelle de Roquefeuil, figlia di Raimondo II Signore di Roquefeuil e della moglie Delfina di Turenne, come ci viene confermato dal testamento della madre.

## Biografia
Nel 1298, Cecilia fu data in moglie al conte d'Armagnac e di Fezensac, Bernardo VI, che, sia secondo lo storico francese Jean de Jaurgain, che secondo i Documens historiques et généalogiques sur les familles et les hommes remarquables du Rouergue, ed anche secondo Pierre de Guibours, detto Père Anselme de Sainte-Marie o più brevemente Père Anselme, era il figlio primogenito del visconte di Fezensac e poi conte d'Armagnac e di Fezensac, Gerardo VI e di Mathe di Béarn, che, sia secondo la Chroniques romanes des comtes de Foix, che secondo Père Anselme, era la figlia secondogenita del Visconte di Béarn, Gastone VII e della Contessa di Bigorre e viscontessa di Marsan, Mathe di Matha, figlia di Bosone di Marsan Conte di Bigorre e della prima moglie Petronilla, contessa de Bigorre.
Bernardo VI era al suo secondo matrimonio, dal 1294 era vedovo di Isabella d'Albret, signora d'Albret (c. 1275, † 01 dicembre 1294), che non aveva dato alcuna discendenza a Bernardo VI.
Suo marito, Bernardo VI aveva un contenzioso con il conte di Foix, Ruggero Bernardo, inerente all'eredità della Viscontea di Béarn.
Nel 1293, Bernardo VI, in nome della madre, Mathe iniziò una lunga guerra contro Ruggero Bernardo per i diritti delle loro rispettive, madre e moglie, che durerà a lungo, fino al 1377.
Durante la guerra contro Ruggero Bernardo III di Foix, dovette intervenire in più occasioni il re di Francia, Filippo il Bello, per cercare di ricondurre all'ordine i due contendenti.
Poi continuò il conflitto, iniziato con, Ruggero Bernardo III, con il nuovo conte di Foix, il cugino, Gastone I, finché Filippo il Bello, li costrinse a stipulare la pace il 25 dicembre 1303.
Nel 1301, secondo la Histoire généalogique de la maison d'Auvergne, Tome II, suo padre, Enrico II, aveva fatto testamento ed aveva disposto che Cecilia sarebbe stata la sua erede per la contea di Rodez, mentre alle altre figlie lasciava i feudi minori, per cui Cecilia divenne contesse di Rodez, nel 1304, alla morte del padre, come ci conferma un manoscritto del convento di Rodez.
Secondo il Veterum Scriptorum, Tomus I, suo marito, Bernardo aveva fatto testamento il 18 maggio 1302, in cui, tra gli altri, ricorda la sua seconda moglie (domina Cecilia uxor nostra).
Nel 1304, Bernardo fu al seguito del re di Francia, Filippo il Bello, nella Guerra di Fiandra e partecipò alla battaglia di Mons-en-Pévèle, dove i fiamminghi furono sconfitti.

Blasone dei conti d'Armagnac e di Rodez.

Nel 1308, Gastone I di Foix-Béarn intraprese una nuova guerra contro Bernardo VI conte d'Armagnac, malgrado gli ordini contrari del re, Filippo il Bello. Gastone venne per questo imprigionato a Châtelet e costretto a pagare un'ammenda di 36.000 livre. Filippo il Bello dovette ancora intervenire nel 1309 e nel 1313.
Secondo Père Anselme, Cecilia fece testamento dopo la Pentecoste del 1312, in cui lasciava erede della contea di Rodez, il figlio maschio, Giovanni, con la clausola che le contee d'Armagnac e di Rodez sarebbero state riunite in un'unica contea.
Cecilia morì nel 1313, e la contea di contea di Rodez, secondo la volontà testamentaria di Cecilia, andò al figlio maschio, Giovanni, ancora minorenne, per cui Bernardo VI divenne reggente della contea di Rodez.

## Discendenza
Cecilia a Berardo VI diede tre figli:
- Mathe (1302 - 1364), che sposò Bernard-Ezy V, signore d'Albret[5][15]
- Giovanni (1306 - 1373), conte di Rodez e conte d'Armagnac e di Fezensac[5][15]
- Isabella († prima del febbraio 1347, secondo i Documens historiques et généalogiques sur les familles et les hommes remarquables du Rouergue 1313),[5][15].

### Fonti primarie
- (LA)  Veterum Scriptorum, Tomus I.
- (LA)  Histoire généalogique de la maison d'Auvergne, Tome II.
- (FR)  Histoire généalogique et chronologique de la maison royale de France, tomus III.
- (FR)  Documens historiques et généalogiques sur les familles et les hommes remarquables du Rouergue.

### Letteratura storiografica
- (FR) La Vasconie, étude historique et critique, vol II, su 1886.u-bordeaux-montaigne.fr. URL consultato il 6 gennaio 2019 (archiviato dall'url originale il 15 dicembre 2018).
- (OC, FR)  Chroniques romanes des comtes de Foix.